# Daniele De Pandis
Daniele De Pandis (Lecce, 30 giugno 1984) è un pallavolista italiano, libero della New Mater.

## Carriera
La carriera di Daniele De Pandis inizia nel 2000, col club dell'Acli Lecce, una squadrà della sua città natale. Un anno dopo viene ingaggiato dalla Pallavolo Squinzano, con cui prende parte ai campionati di Serie B2 e Serie B1, ottenendo due promozioni ed una retrocessione. Dopo cinque stagioni a Squinzano, nella stagione 2006-07 viene ingaggiato dal Volley Taviano, con cui esordisce in Serie A2. Dopo la chiusura del Volley Taviano, nella stagione 2008-09 passa alla Volley Lupi Santa Croce.
La stagione 2009-10 viene ingaggiato dal Volley Forlì. Dopo aver ottenuto la salvezza nella prima stagione, nella stagione 2010-11 chiude il campionato con una retrocessione. Nonostante la recente retrocessione, durante l'estate del 2011 riceve le prime convocazioni in nazionale da parte del CT Mauro Berruto, debuttando il 29 giugno nella gara di World League vinta 3-0 contro Cuba con una grande prestazione.
Per la stagione 2011-12 viene ingaggiato dalla Top Volley di Latina, con cui disputa un'ottima stagione, coronata con la qualificazione del club in Coppa CEV. La stagione successiva passa al Piemonte Volley di Cuneo, dove resta per due stagioni e col quale è finalista nella Champions League 2011-12, ricevendo anche il premio di miglior libero.
Nella stagione 2014-15 veste la maglia del Volley Milano, per poi passare nell'annata successiva alla Pallavolo Molfetta, dove resta per due campionati. Sempre in Serie A1, nella stagione 2017-18 si accasa alla Trentino, mentre in quella successiva è al BluVolley Verona.
Per il campionato 2019-20 firma per la New Mater di Castellana Grotte, in Serie A2.

## Palmarès

### Premi individuali
- 2013 - Champions League: Miglior libero
- 2017 - Superlega: Miglior ricezione